# Deckungsfonds
Ein Deckungsfonds ist ein Sicherheitenpool, aus dem Forderungen von Gläubigern befriedigt werden. 
Deckungsfonds werden im Versicherungsbereich benutzt, um eine Masse zu bilden bei Zusammentreffen von Schadenersatzansprüchen aus der Sozialversicherung einer geschädigten Person und Ansprüchen gegen die Haftpflichtversicherung des Schädigers  (siehe auch Quotenvorrecht).
Der Begriff wird auch für zusätzliche Sicherheiten bei fundierten Bankanleihen benutzt.